# Mateh Yehuda
Il consiglio regionale di Mateh Yehuda (in ebraico מועצה אזורית מטה יהודה‎?, Mo'atza Azorit Mateh Yehuda) è un consiglio regionale nel distretto di Gerusalemme di Israele. Nel 2008 aveva una popolazione di 36.200 abitanti.
Il nome del consiglio regionale deriva dal fatto che il suo territorio era parte della terra assegnata alla tribù di Giuda, secondo la Bibbia.